# Virius Lupus
Virius Lupus (ca. 160 - na 205) was een Romeins militair en politicus, die in het tweede deel van de tweede en vroege derde eeuw leefde. Hij was vooral actief in Germania Inferior en Britannia.

## Afkomst
Zijn ouders waren Lucius Virius, geboren ca. 140, en diens vrouw Antonia, eveneens geboren ca. 140, een dochter van Marcus Antonius Zeno. Zijn grootouders van vaderskant waren Quintus Virius, geboren ca. 110, en diens vrouw Larcia, geboren ca. 125, een dochter van Aulus Larcius Lepidus en diens vrouw Volumnia Calida.
Door zijn huwelijk met Julia, geboren ca. 180, had hij een dochter Viria Juliana (ca. 205 - na 241). Deze dochter trouwde met Lucius Alfenius Avitianus (ca. 200 - na 241), een zoon van Lucius Alfenius Avitianus. Dit echtpaar had een zoon met de naam Lucius Alfenius Virius Julianus.

## Carrière
Lupius Virius diende als een legaat in de provincie Germania inferior. In de periode van 193 tot 197 was hij gouverneur van Germania Inferior. Hij steunde Septimius Severus tijdens de burgeroorlog die in 193 volgde op de moord op Pertinax. In 196 werden zijn troepen door Decimus Clodius Albinus, de rivaal van Severus voor de keizerlijke troon, verslagen.
Hij moet eerder als consul hebben gediend. Na afloop van de burgeroorlog in 197 werd hij door keizer Septimius Severus aangesteld als gouverneur of legaat van Britannia.
Severus stuurde hem onmiddellijk naar Britannia om de provincie weer opnieuw onder Romeins gezag te brengen na de opstanden, die het hadden geteisterd tijdens de afwezigeid van het grootste deel van de garnizoenen als gevolg van de burgeroorlog die Clodius Albinus in 197 in Gallië tegen Septimius Severus had gevoerd met als inzet wie er keizer zou worden.

## Uitvoering
In het noorden werd hij gedwongen om vrede te kopen van de Maeatae. Bang dat zij zich zouden verbinden met de Caledonische confederatie en niet in staat om troepenversterkingen van Severus te verkrijgen, had Lupus Virius geen andere keuze dan de rebellen een tribuut te betalen in ruil voor hun terugtrekking naar het noorden en de vrijlating van een aantal Romeinse gevangenen. Lupus startte een langzaam proces om de forten in het Penninisch Gebergte weer onder Romeinse controle te brengen. De Muur van Hadrianus werd pas rond 205 n.Chr. herbouwd.
In zijn gouverneurschap werd hij bijgestaan door de komst van Sextus Varius Marcellus als provinciale procurator. Hierin kan de eerste aanzet worden gezien voor de latere verdeling van Britannia in de twee provincies, Britannia Superior en Britannia Inferior.
Hij diende als gouverneur van Britannia tot het jaar 201 of 202.